# Rameno Orionu

Diagram znázorňuje hlavní ramena Galaxie. Orionovo rameno je označeno jako Místní výběžek.

Orionovo rameno (také známé jako Místní rameno, Rameno Oriona-Labutě nebo Labutí rameno) je menší spirální rameno Mléčné dráhy, které zahrnuje i sluneční soustavu. Nachází se mezi ramenem Persea a ramenem Střelce. Sluneční soustava leží poblíž jeho vnitřního okraje.

## Poloha a rozměry
Orionovo rameno se rozkládá přibližně na délce 20 000 světelných let a jeho šířka dosahuje přibližně 3 500 světelných let. Sluneční soustava se nachází v tzv. lokální bublině, což je relativně prázdná oblast mezihvězdného prostoru uvnitř ramena, ve vzdálenosti přibližně 27 000 světelných let od galaktického jádra. Dříve bylo rameno považováno za pouhý výběžek mezi většími rameny, ale studie z roku 2013 naznačily, že by mohlo být samostatným ramenem nebo větví ramene Persea.
Podle měření projektu BeSSeL Survey se rameno jeví jako segment galaxie srovnatelný s hlavními spirálními rameny, s délkou asi 20 000 světelných let a šířkou přibližně 3 500 světelných let. Sluneční soustava se nachází přibližně v polovině jeho délky.

## Obsah ramena
Orionovo rameno zahrnuje mnoho významných hvězdokup, mlhovin a hvězdných asociací. Mezi nejznámější patří:
- Mlhovina v Orionu, která je jednou z nejbližších oblastí aktivní tvorby hvězd.
- Plejády, slavná otevřená hvězdokupa viditelná pouhým okem.
- Hyády, nejbližší otevřená hvězdokupa k Zemi.
- Mlhovina Helix, nejbližší známá planetární mlhovina.
- Mlhovina Činka, první objevená planetární mlhovina.
- Hvězdokupa Jesličky, známá pro své jasné hvězdy.

Dále zde nalezneme velké hvězdné asociace, jako Orion OB1, Lacerta OB1 nebo Canis Major OB1. Tyto asociace obsahují aktivní oblasti hvězdotvorby. Hvězdotvorné oblasti jsou spojeny s rozsáhlými molekulárními mračny, která hrají klíčovou roli při vzniku nových hvězd.

## Význam
Orionovo rameno má zásadní význam pro výzkum struktury galaxie, protože v něm sídlí mnoho oblastí hvězdotvorby a mladých hvězd. Výzkumy, jako například projekt BeSSeL Survey, přesně mapují polohy hvězd a mlhovin, což přispívá k hlubšímu pochopení dynamiky spirálních ramen.
Novější studie z roku 2020 ukazují, že rozložení hvězd a plynu v Orionově rameni může být důsledkem dlouhodobých procesů spojených s hustotními vlnami, které formují spirální struktury.